# Villebernier
Villebernier är en kommun i departementet Maine-et-Loire i regionen Pays de la Loire i nordvästra Frankrike. Kommunen ligger i kantonen Allonnes som tillhör arrondissementet Saumur. År 2022 hade Villebernier 1 462 invånare.

## Befolkningsutveckling
Antalet invånare i kommunen Villebernier
| Referens: INSEE |